# Pierre Jeambrun
Pierre Jeambrun, né le 4 juin 1921 et mort le 7 février 2001, est un homme politique français.

## Détail des fonctions et des mandats
Mandat parlementaire
- 22 septembre 1974 - 7 février 2001 : Sénateur du Jura

## Publications
- Jules Grévy ou la République debout, Tallandier, 1991  (ISBN 978-2235020558)
- Jules Grévy, in Historia n° 538, octobre 1991
- Charles Dumont : un radical de la Belle Époque, Tallandier, 1995  (ISBN 978-2235021340)
- Les sept visages d'Edgar Faure, JAS éditions, 1998  (ISBN 978-2911090035)